# 横浜市立西柴小学校
横浜市立西柴小学校（よこはましりつ にししばしょうがっこう）は、神奈川県横浜市金沢区西柴にある市立小学校。

## 概要
片吹団地、西柴団地の宅地造成により、当該地区における児童数が激増。八景小学校、富岡小学校の校舎が手狭となったことを受け、両校の収容能力の緩和策として1973年に西柴小学校が開校された。

## 沿革
（出典：西柴小学校公式サイト（ホーム  >  学校紹介  > 沿革） ）
- 1973年（昭和48年）
  - 4月1日 - 開校。
  - 4月2日 - 開校記念式挙行。
  - 4月5日 - 最初の始業式と第1回入学式挙行。
- 1974年（昭和49年） - 校旗と校章を制定。
- 1982年（昭和57年）11月27日 - 創立10周年。
- 1992年（平成4年）11月7日 - 創立20周年。
- 2002年（平成14年）10月26日 - 創立30周年を祝う。
- 2012年（平成24年） - 創立40周年を祝う。
- 2022年（令和4年）12月2日 - 創立50周年記念式典挙行[2]。

## 交通アクセス
- 京急本線金沢文庫駅下車、京急バス西柴団地経由　金沢工業団地行「西柴４丁目」バス停下車 徒歩5分
- 京急本線金沢文庫駅下車　徒歩20分